# Spatzenzunge
Die Acker-Spatzenzunge (Thymelaea passerina), oder kurz Spatzenzunge, auch Vogelkopf, Kleine Spatzenzunge und Sperlingskraut genannt, ist eine Pflanzenart aus der Gattung Spatzenzungen (Thymelaea) innerhalb der Familie der Seidelbastgewächse (Thymelaeaceae).

## Beschreibung

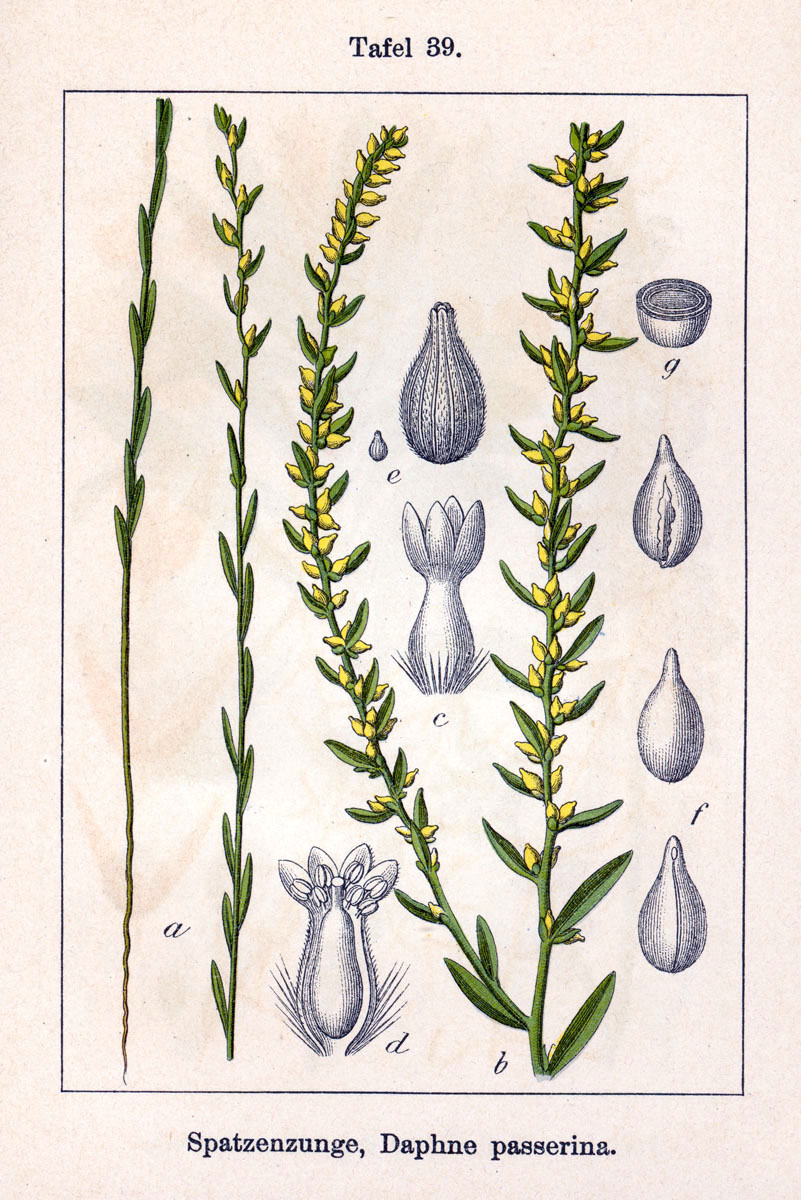
Illustration aus Sturm

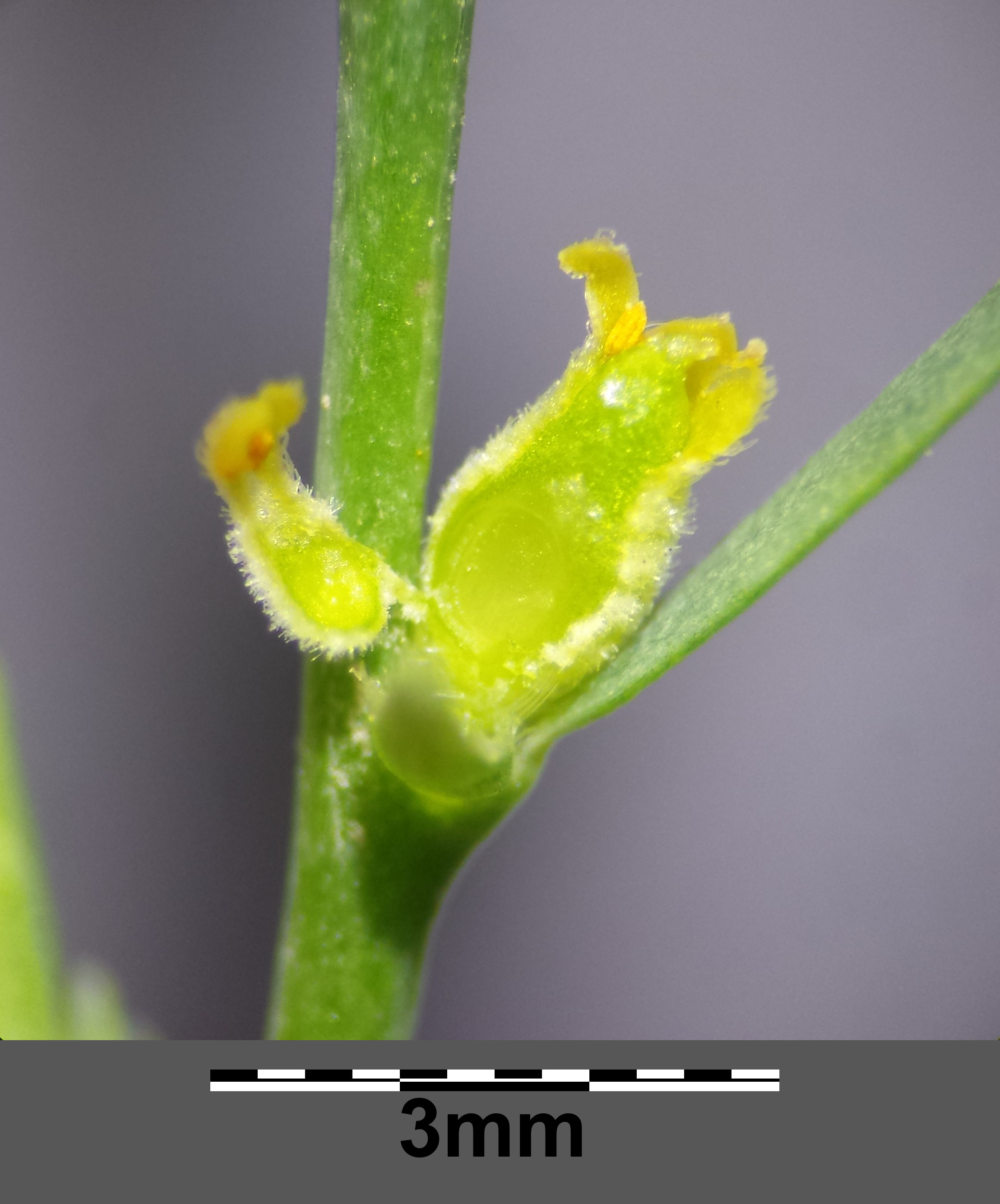
Blüte, geöffnet

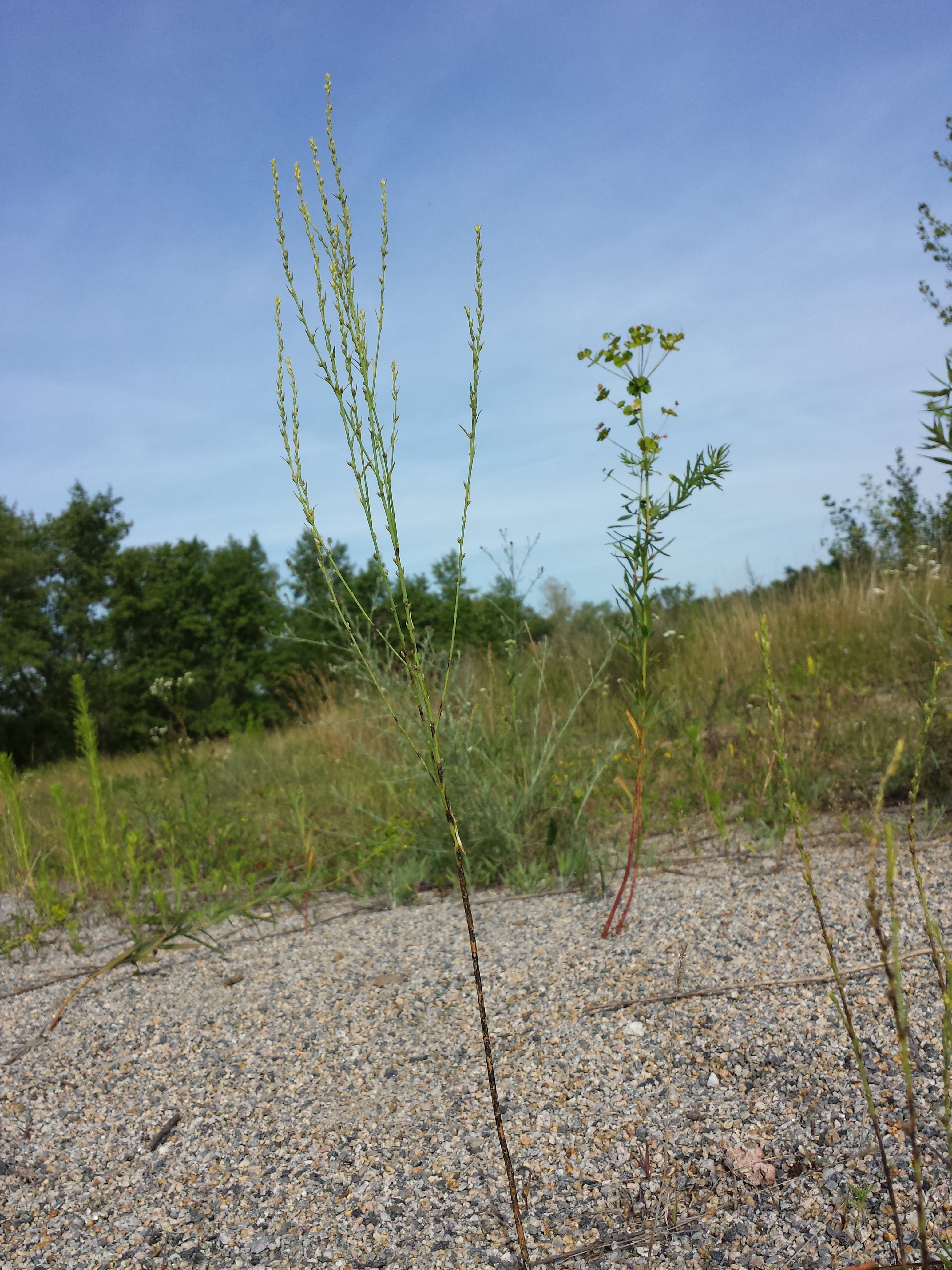
Habitus

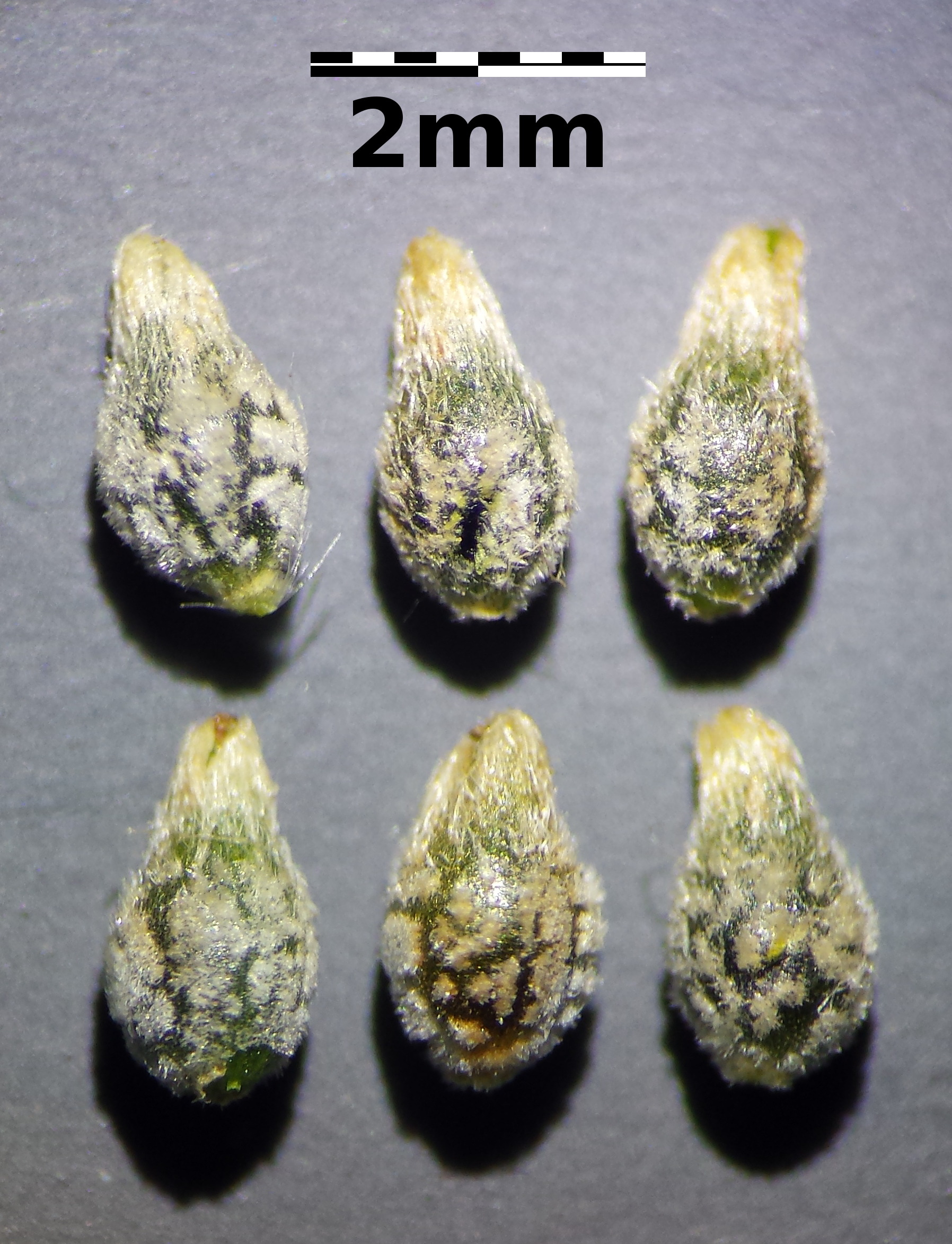
Früchte, die von einem behaarten Perigon umschlossen sind

Die Pflanzenteile sind giftig.

### Vegetative Merkmale
Die Acker-Spatzenzunge ist eine einjährige krautige Pflanze, die Wuchshöhen von meist 10 bis 40 (15 bis 50) Zentimetern erreicht. Die oberirdischen Pflanzenteile sind kahl und gelb-grün. Die steif aufrechten Stängel sind im Querschnitt rundlich, unverzweigt oder im oberen Bereich spitzwinkelig verzweigt. Die wechselständig und gleichmäßig am Stängel verteilten Laubblätter sind in Blattstiel und -spreite gegliedert oder fast sitzend. Die einfache, etwas lederige und ganzrandige Blattspreite ist bei einer Länge von 1 bis 2 Zentimetern sowie einer Breite von 1 bis 2 oder bis zu 4 Millimetern linealisch-lanzettlich oder schmal-lanzettlich bis linealisch und schwach drüsig punktiert.

### Generative Merkmale
Die Blühzeit liegt in Mitteleuropa im Juli bis August oder September. Die sitzenden Blüten befinden sich meist einzeln oder bis zu dritt oder bis zu siebt in den oberen Achseln der Laubblätter und bilden einen schlanken, ährigen Blütenstand. Die Blütenachse ist röhrig. Die zwittrigen Blüten sind radiärsymmetrisch und vierzählig. Sie weisen vier 2 bis 3 Millimeter lange, gelbliche, dicht anliegend, seidig behaarte Kelchblätter auf. Es sind keine Kronblätter vorhanden. Es sind zwei Kreisen mit je vier Staubblättern vorhanden. Es ist ein mittelständiger Fruchtknoten mit einem Griffel vorhanden.
Die behaarte, bei einer Länge von etwa 3 Millimetern birnenförmige Nussfrucht, die durch den sie umhüllenden, etwas kürzeren Blütenkelch geschnäbelt erscheint, wovon sich der deutsche Trivialname Spatzenzunge ableitet.

### Chromosomenzahl
Die Chromosomengrundzahl beträgt x = 9, es liegt Diploidie mit einer Chromosomenzahl von 2n = 18 vor.

## Ökologie
Bei der Acker-Spatzenzunge handelt es sich um einen Therophyten.
Blütenökologisch handelt es sich bei der Kleinen Spatzenzunge um Stieltellerblumen mit Staubblättern und Narbe im Inneren der Kronröhre, mit völlig verborgenem Nektar. Typische Bestäuber sind Bienen, Hummeln, Wespen, Bombyliden, und Syrphiden.

## Vorkommen und Gefährdung
Die Acker-Spatzenzunge ist in Mittel-, Ost-, Südwest- und Südosteuropa sowie in Nordafrika, auf der Arabischen Halbinsel, in West- und Mittelasien, im Kaukasusraum, in Sibirien, in China und im Indischen Subkontinent verbreitet. Im deutschsprachigen Raum ist die Acker-Spatzenzunge in Österreich, Deutschland, der Schweiz und Südtirol indigen. In der Roten Liste der gefährdeten Pflanzenarten Deutschlands nach Metzing et al. 2018 ist die sehr seltene Thymelaea passerina unverändert zur Liste von 1998 in Gefährdungskategorie 2 und gilt als „stark gefährdet“; sie ist aber nach BArtSchV nicht besonders geschützt. Thymelaea passerina gilt in der Schweiz als CR = „vom Aussterben bedroht“.
In Österreich tritt die Spatzenzunge im pannonischen Gebiet zerstreut bis selten auf trockenen Äckern, sonnigen Böschungen und in Weingärten in der collinen bis submontanen Höhenstufe auf. Außerhalb des Pannonikums sind nur sehr seltene Vorkommen bekannt. In den Bundesländern Wien, Niederösterreich, Oberösterreich und dem Burgenland tritt die Spatzenzunge indigen auf, unbeständige und lokale Vorkommen gibt es in der Steiermark und in Kärnten. In Österreich gilt die Spatzenzunge als gefährdet, im nördlichen und südlichen Alpenvorland als vom Aussterben bedroht.
Die Spatzenzunge ist kalkliebend. In Mitteleuropa ist sie eine Charakterart des Verbandes Caucalidion, kommt aber auch in Pflanzengesellschaften der Sedo-Scleranthetea vor. In Südeuropa gedeiht sie in Therophyten-Trockenrasen. Sie steigt in Tirol bis in eine Höhenlage von 950 Meter und im Kanton Wallis bis 1000 Meter auf.

## Taxonomie
Die Erstveröffentlichung erfolgte 1753 unter dem Namen (Basionym) Stellera passerina durch Carl von Linné in Species Plantarum, Tomus I, Seite 559. Mit dem Gattungsnamen Stellera ehrte Linné den Arzt und Naturforscher Georg Wilhelm Steller. Das Artepitheton passerina bedeutet „Spatz (Vogel)“, es bezieht sich auf die Früchte, die entfernt einem Spatzenkopf ähneln.
Die Neukombination zu Thymelaea passerina (L.) Coss. & Germ. wurde 1859 durch Ernest Saint-Charles Cosson und Jacques Nicolas Ernest Germain de Saint-Pierre in Synopsis Analytique de la Flore de Environs de Paris, 2. Auflage, Seite 360 veröffentlicht. Der Lektotypus aus Linnés Herbarium Nummer 503.1 wurde 1980 durch Kit Tan in Studies in the Thymelaeaceae II: a revision of the genus Thymelaea. in Notes from the Royal Botanic Garden, Edinburgh, Volume 38, Issue 2, Seite 237 festgelegt.